# Vemboö
Vemboö är en halvö i sjön Åsnen och Urshults socken i Tingsryds kommun.
På Vemboö ligger en gammal kyrkplats, troligen plats för Hvembo sockenkyrka. Troligen ersattes den redan på 1300-talet av kyrkan i Urshult.
Inte långt från kyrkplatsen finns en källa som varit en välbesökt offerplats där man in i modern tid offrat pengar.